# 中国驻珀斯总领事馆
中华人民共和国驻珀斯总领事馆（英語：Consulate-General of the People's Republic of China in Perth），简称中国驻珀斯总领事馆，是中华人民共和国派驻澳大利亚西澳大利亚州珀斯的最高级别外交机构。领区包括西澳大利亚州。